# Вртложна кочница
Вртложна кочница настаје индукцијом вртложних струја у променљивом магнетном пољу. Вртложно кочење открио је Француз Леон Фуко, у 19. веку када је уочио да се бакарни диск креће спорије кроз магнетно поље и да се при томе загрева. Кретање металног диска у магнетном пољу изазива стварање вртложних струја, тако што индукује секундарно магнетно поље, које делује у супортном смеру од примарног. Што је проводник бољи и тело се брже креће, вртложне струје су јаче.
Први патент кочница на бази вртложних струја регистрован је 1892. године, четврт века после Фукоове смрти. Данашњи модерни системи за кочење шинских возила, посебно модерних брзих возова користе појаву електронагнетне индукције и вртложних струја. Електромагнет (соленоид са гвозденим језгром) стоји причвршћен за возило у близини шина. Кретање магнета у односу на шине доводи до индуковања вртложних струја у шинама, смер ових струја је супротан од смера кретања возила. Вртложне струје се онда смањују при кочењу, а смањује се и брзине возила, тако да је кочење глатко, без трзања. Код овог система кочења не постоји механички контакт између кочнице и шине. Магнетно поље делује преко ваздушног простора, због чега су трошкови за његово одржавање минимални, а сила кочења не зависи од коефицијента трења, што обезбеђујући високу ефикасност, тако да једнако добро функционише и када постоји влага. При овом кочењу се кинетичка енергија кретања возила претвара у топлоту.
Сличним системом за кочење, уз помоћ магнета, опремљени су и камиони. Кочење је најбоље док се камион спушта по низбрдици, пошто се вртложне струје лакше индукујуђ при већим брзинама. Предност овог система је у уштеди на одржавању система за кочтење, пошто не постоји директан контакт, нема трења и кочнице се не троше. Међутим, ако возило иде споро, вртложне струје су слабе, због чега су при мањим брзинама неопходне механичке кочнице.
Кочнице са вртложним струјама имају примену и у другим областима. Користи се код мерних уређаја као што су: амперметар, волтметар, детектор метала и код електричних машина за заустављање ротирајућих сечива при гашењу.